# معامله‌گر (فیلم ۲۰۰۷)
معامله‌گر (به تامیلی: Viyabari) یا بازرگان فیلمی محصول سال ۲۰۰۷ و به کارگردانی شاکتی چیدامبران است. در این فیلم بازیگرانی همچون اس.جی. سوریا، تمنا باتیا، پراکاش راج، نامیتا، مالاویکا، وادیولو، سانتانام، سیتا، نثار ایفای نقش کرده‌اند.